# Krystal Thomas
Krystal Victoria Thomas, coniugata Smith (Orlando, 10 giugno 1989), è un'ex cestista e allenatrice di pallacanestro statunitense, professionista nella WNBA.

## Carriera
È stata selezionata dalle Seattle Storm al terzo giro del Draft WNBA 2011 (36ª scelta assoluta).